# Odette Roger
Odette Roger (de son vrai nom, Thérèse, Marie-Louise Vin) est une actrice française née le 1er janvier 1900 à Marseille, et morte le 24 août 1985 à La Penne-sur-Huveaune.

## Biographie
On peut voir Odette Roger à l'écran entre 1932 et 1939 dans de nombreuses productions marseillaises. Elle est régulièrement présente en tant que second rôle dans l'ombre de Raimu, Fernandel ou Orane Demazis. Petite et assez forte, elle promène sa silhouette dans Fanny (1932) et César (1936), d'après la trilogie « pagnolesque ». Moins remarquée que sa consœur Milly Mathis, elle est tout de même la tante Clarisse dans Le Schpountz (1938) et Alphonsine dans Regain (1937), d'après Jean Giono. Parallèlement, elle a une jolie carrière théâtrale sur les planches de l'Alcazar de Marseille.
On peut encore noter, en dehors de ce qui a déjà été cité, ses prestations dans : Jofroi (1933) de Marcel Pagnol, Tartarin de Tarascon (1934) de Raymond Bernard, L'Étrange Monsieur Victor (1937) de Jean Grémillon, Feux de joie (1938) de Jacques Houssin, La femme du boulanger (1938) de Marcel Pagnol.

## Filmographie
- 1931 : Allô... Allô... de Roger Lion - moyen métrage - Une dactylo
- 1932 : Fanny de Marc Allégret - Fortunette
- 1933 : Jofroi de Marcel Pagnol - moyen métrage - Marie
- 1934 : Tartarin de Tarascon de Raymond Bernard
- 1936 : César de Marcel Pagnol - La servante de l'hôtel
- 1937 : L'Étrange Monsieur Victor de Jean Grémillon - Mme Marie
- 1937 : Regain de Marcel Pagnol - Alphonsine
- 1937 : Le Schpountz de Marcel Pagnol - La tante Clarisse fabre
- 1938 : La femme du boulanger de Marcel Pagnol - Miette, la femme d'Antonin
- 1939 : Feu de joie de Jacques Houssin
- 1939 : Le Club des fadas de Émile Couzinet
- 1948 : L'amore de Roberto Rossellini - Marie dans le sketch : Le Miracle "Il miracolo"
- 1952 : Coiffeur pour dames de Jean Boyer - La fermière (non créditée)
- 1957 : En votre âme et conscience, épisode : L'affaire Sarret-Schmidt de Jean Prat
- 1958 : Maigret tend un piège de Jean Delannoy : Une femme en terrasse (non créditée)
- 1963 : Mélodie en sous-sol de Henri Verneuil : la concierge du Palm-Beach à Cannes